# Brocciu

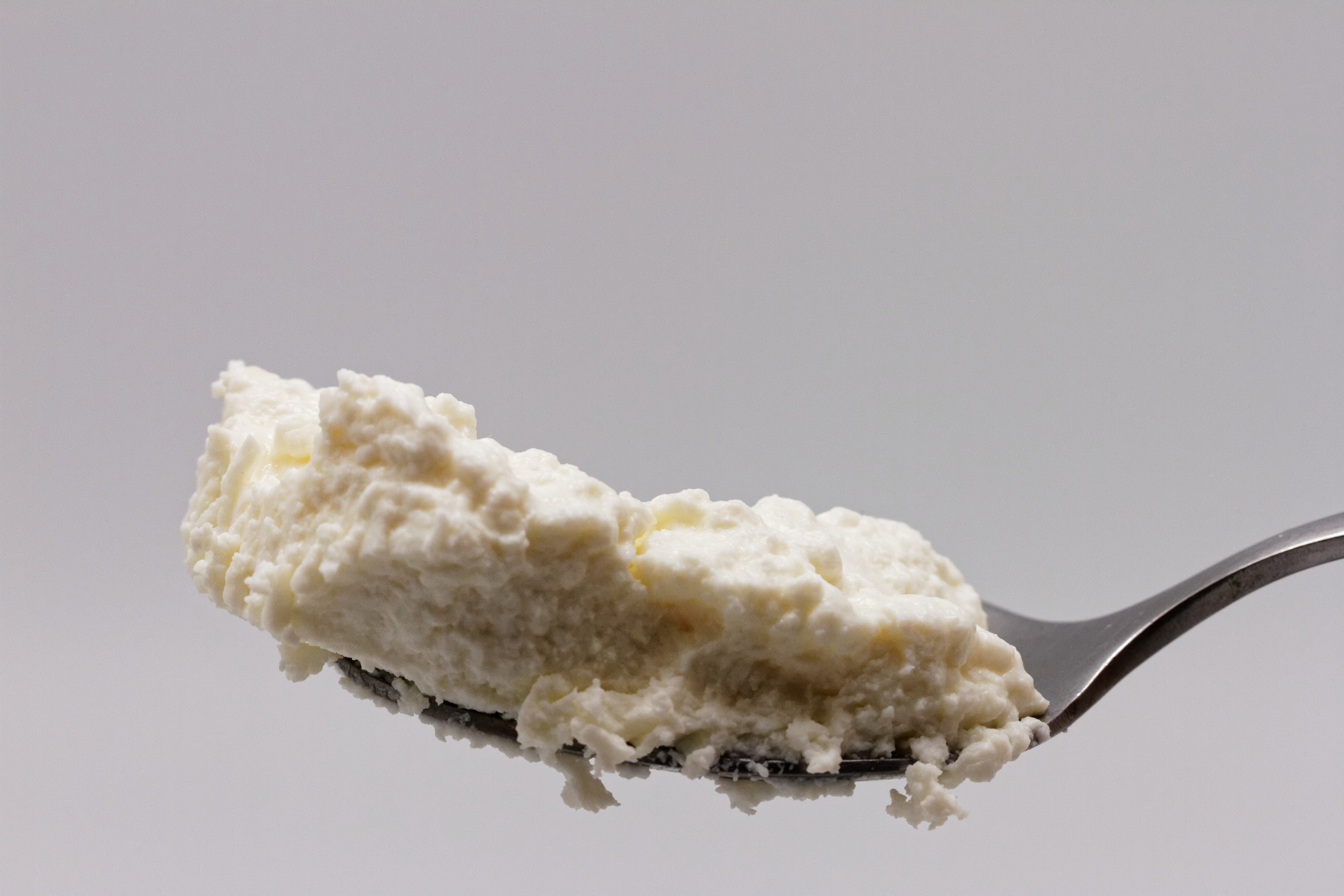
Brânza Brocciu

Brocciu sau broccio este o brânză din zer franceză, obținută din lapte de oaie sau de capră, asemănătoare cu urdă. Se produce în zonele montane din Corsica. 
Este produsă din zer care rezultă din producerea brânzeturilor. Un kilogram de brocciu se obține din 11 l de lapte. Zerul este încălzit la 35°C și sărat, apoi se adaugă 15% de lapte integral. Amestecul este încălzit la 90°C pentru floculare. Flacoanele albe se recoltează și se varsă în site (fattoghje sau casgiaghje în limba corsicană). Acest brânză poate fi comercializată fie imediat, când este încă proaspătă, fie după 21 zile de maturare (brocciu passu).
Din anul 1983 brânza Brocciu face obiectul unei denumiri de origine controlată (AOC) în Franța, apoi din 2003 al unei denumiri de origine protejată (AOP) în Uniunea Europeană. Producția de Brocciu AOP era de 550 tone în anul 2005. 